# 코미디 하이웨이
《코미디 하이웨이》는 대한민국의 KBS에 방송됐던 코미디 프로그램이다. 원래는 콩트였으나, 드라메디 형태로 바뀌었다.

## 기획 의도
현실의 다양한 단면을 짧고 강렬한 드라메디 형식의 콩트로 재구성한, 공감과 유쾌함이 공존하는 신개념 에피소드형 코미디 프로그램이며, 각 회차는 독립적인 상황극으로 구성되며, 웃음을 유발하는 일상 속 에피소드 속에 사회적 메시지와 감동적 반전을 자연스럽게 녹여낸다. 유쾌한 전개를 따라가다 보면, 어느새 시청자의 마음 한켠을 건드리는 의미 있는 메시지와 마주하게 된다.

## 방송 일정
| 방송 채널 | 방송 기간                          | 방송 시간                     | 비고 |
| --------- | ---------------------------------- | ----------------------------- | ---- |
| KBS 2TV   | 1987년 3월 8일 ~ 1987년 10월 4일   | 매주 일요일 저녁 시간대       |      |
| KBS 2TV   | 1987년 10월 16일 ~ 1988년 4월 22일 | 매주 금요일 밤 8시 ~ 8시 50분 |      |
| KBS 2TV   | 1988년 5월 2일 ~ 1990년 5월 28일   | 매주 월요일 밤 8시 ~ 8시 50분 |      |

## 출연자
- 김형곤
- 송해
- 심형래
- 임하룡
- 김정식
- 이성미
- 임미숙
- 최양락
- 이선희
- 전영록
- 전유성
- 팽현숙
- 오성우
- 이창훈
- 김한국
- 임미숙
- 이봉원

## 같이 보기
- 명랑 소극장 - 전작
- 쇼 비디오 자키
- 유머 1번지